# Singularity
Singularity，一種實驗性操作系统，在2003年至2015年間由微软研究院設計與開發。该操作系统的核心、驅動程式以及应用程序都以「受控代碼」写成。系统“Singularity”在设计上完全改头换面，不再以其性能為標準，而以系統稳定性作为首要标准。
Singularity操作系统會在系统构建、編寫程式等应用微软最先进的技术，例如Singularity的核心技术之一：软件独立进程（Software Isolated Processes，SIP）将采用型別安全的编程语言以及精简的指令完成，保证系统運作之间的高度独立性。SIP保证每个程序、驅動程式以及系统扩展组件都在獨立的SIP内运行，並不允许互相共享内存或修改自身代码，能夠使系统的稳定性增強。
Singularity的低级x86中断以汇编语言和C语言写成。一旦这些代码完成工作，它将调用核心，核心的运行时代码和垃圾收集器用C♯语言写成并在非安全模式下运行。Singularity的硬件抽象层用C++语言写成并运行在安全模式下。并且也有部分C代码负责调试工作。计算机的BIOS只在16位元真實模式自举阶段被调用；一旦系统进入32位元模式，Singularity将永远不再调用BIOS，而改以调用以Sing♯写出的设备驱动代码。当安装时，通用中間語言形态的opcode将藉由Bartok编译为x86形态的opcode。Bartok是一种以C#写成的早期优化编译器。

## 设计
Singularity是一个微内核操作系统；无论如何，不似过去的微内核，Singularity的不同组件不在单独的地址空间（进程）内运行，而是每個软件独立进程（SIP）分配到一个独立的单一地址空间。这些SIP的行为类似普通进程，但SIP将不会在任务调度时请求开销惩罚（overhead penalty）。系统的保护由不变式（invariants）集提供，比如内存不变式将维护内存内两个SIP间没有交互參照（或循环的内存指针）。这项规则将在应用程序安装阶段进行检查，并且不得违反，否则Singularity将禁止安装（注意：Singularity系统中安装完全由操作系统管理）。
大部分不变式依赖于带有安全机制语言的使用，如Java语言或C#，这些语言拥有垃圾收集机制，没有专断指针并且代码可以辑由某种计算机安全策略得以验证。

## 版本歷史
- 2007年：Singularity 1.0
- 2007年3月：Singularity 1.1
- 2008年12月14日：Singularity 2.0